# Slowakische Badmintonmeisterschaft 1998
Die Slowakische Badmintonmeisterschaft 1998 war die sechste Auflage der Titelkämpfe im Badminton in der Slowakei. Sie fand vom 28. bis zum 29. März 1998 in Prešov statt. 

## Medaillengewinner
| Disziplin    | Gold                                                                     | Silber                                                              | Bronze                                                                    |
| ------------ | ------------------------------------------------------------------------ | ------------------------------------------------------------------- | ------------------------------------------------------------------------- |
| Herreneinzel | Pavel Mečár (Slávia ŽU Žilina)                                           | Lukáš Klačanský (CEVA Trenčín)                                      | Igor Novák (Slávia ŽU Žilina)                                             |
| Herreneinzel | Pavel Mečár (Slávia ŽU Žilina)                                           | Lukáš Klačanský (CEVA Trenčín)                                      | Juraj Brestovský (ŠK Benni Nitra)                                         |
| Dameneinzel  | Kvetoslava Orlovská (BC Prešov)                                          | Eva Sládeková (CEVA Trenčín)                                        | Katarína Ballonová (CEVA Trenčín)                                         |
| Dameneinzel  | Kvetoslava Orlovská (BC Prešov)                                          | Eva Sládeková (CEVA Trenčín)                                        | Gabriela Zabavníková (Lokomotíva Košice)                                  |
| Herrendoppel | Jaroslav Janíček (Slávia ŽU Žilina) Pavel Mečár (Slávia ŽU Žilina)       | Roland Kitt (Spoje Bratislava) Ivan Piovarči (CEVA Trenčín)         | Ľubomír Čechovský (Slávia TU Košice) Bohumil Kašela (Slávia TU Košice)    |
| Herrendoppel | Jaroslav Janíček (Slávia ŽU Žilina) Pavel Mečár (Slávia ŽU Žilina)       | Roland Kitt (Spoje Bratislava) Ivan Piovarči (CEVA Trenčín)         | Marián Tomčko (Slávia TU Košice) Vladimír Turlík (Slávia TU Košice)       |
| Damendoppel  | Kvetoslava Orlovská (BC Prešov) Gabriela Zabavníková (Lokomotíva Košice) | Katarína Ballonová (CEVA Trenčín) Eva Sládeková (CEVA Trenčín)      | Jana Kollárová (CEVA Trenčín) Adriana Šidlová (CEVA Trenčín)              |
| Damendoppel  | Kvetoslava Orlovská (BC Prešov) Gabriela Zabavníková (Lokomotíva Košice) | Katarína Ballonová (CEVA Trenčín) Eva Sládeková (CEVA Trenčín)      | Radka Majorská (Družstevník Klenovec) Katarína Pokorná (Spoje Bratislava) |
| Mixed        | Pavel Mečár (Slávia ŽU Žilina) Barbora Bobrovská (Družstevník Klenovec)  | Marián Šulko (Spoje Bratislava) Katarína Pokorná (Spoje Bratislava) | Vladimír Turlík (Slávia TU Košice) Kvetoslava Orlovská (BC Prešov)        |
| Mixed        | Pavel Mečár (Slávia ŽU Žilina) Barbora Bobrovská (Družstevník Klenovec)  | Marián Šulko (Spoje Bratislava) Katarína Pokorná (Spoje Bratislava) | Juraj Brestovský (Benni Nitra) Gabriela Zabavníková (Lokomotíva Košice)   |